# Pasi Rautiainen
Pasi Rautiainen (* 18. Juli 1961 in Helsinki) ist ein ehemaliger finnischer Fußballspieler, der über neun Jahre in Deutschland und ein Jahr in der Schweiz aktiv war.

## Spielerkarriere

### Vereine
Nach drei Spielzeiten beim finnischen Erstligisten HJK Helsinki, mit dem er in seiner ersten Spielzeit die Meisterschaft gewann, wechselte Pasi Rautiainen im Sommer 1980 für 350.000 Deutsche Mark zum deutschen Meister FC Bayern München in die Bundesliga. Unter Trainer Pál Csernai kam er in der Saison 1980/81 nur zu einem Einsatz: sein Debüt im deutschen Profifußball feierte er am 3. September 1980 (4. Spieltag), beim 5:1-Sieg im Heimspiel gegen den FC Schalke 04 wurde er in der 70. Minute für Norbert Janzon eingewechselt.
Ende November des Jahres bestritt Rautiainen daraufhin ein Probetraining bei seinerzeitigen Zweitligisten Werder Bremen und wurde letztlich nach drei Tagen Vorspielen von Werder-Manager Rudi Assauer bis zum Ende der Zweitliga-Spielzeit 1980/81 ausgeliehen. Direkt ab Jahreswechsel stand er im Kader des Bundesligaabsteigers, der im heimischen Weserstadion Rot-Weiß Oberhausen mit 6:1 besiegte. Unter Trainer Kuno Klötzer schwankte er im weiteren Saisonverlauf beim norddeutschen Klub zwischen Ersatzbank und Startelf. Am 16. April 1981 erzielte er als Einwechselspieler mit dem Treffer zum 2:1-Sieg in der 84. Minute im Auswärtsspiel gegen Hertha BSC sein erstes Tor für einen deutschen Verein. Nachdem der Klub am Ende der Spielzeit direkt wieder in die Bundesliga aufgestiegen war, bemühte sich Werder Bremen um eine Verlängerung des Leihgeschäfts. Für eine Leihgebühr von 100.000 DM blieb der Finne eine weitere Spielzeit bei den Hanseaten. Sein erstes Bundesligator erzielte er am 8. Mai 1982, beim 2:1-Sieg im Heimspiel gegen Eintracht Frankfurt gelang ihm in der 83. Minute der Siegtreffer. Die Zeit bei Werder Bremen führte zur Wahl des Fußballer des Jahres in Finnland.
Zur Saison 1982/83 wechselte Rautiainen zu Arminia Bielefeld, wo er zeitweise an der Seite seines Landsmanns Olli Isoaho spielte – bei der 1:11-Niederlage bei Borussia Dortmund am 6. November 1982, als dieser in der zweiten Halbzeit zehn Gegentore kassierte und damit als „Pannen-Olli“ verschrien seinen Abschied von der Alm einläutete, fehlte Rautiainen krankheitsbedingt, sorgte aber mit seinen ersten beiden Meisterschaftstreffern für die Arminia beim 3:2-Erfolg gegen den Dortmunder Erzrivalen FC Schalke 04 am folgenden Spieltag für eine erste Rehabilitation. Am Ende der Spielzeit sowie in der Folgesaison erreichte die Arminia zweimal in Folge mit dem achten Platz ihre bis dahin beste Platzierung in der Bundesliga. Gegen Ende seiner dritten Spielzeit bei der Arminia erreichte Rautiainen mit acht Saisontoren eine persönliche Bestmarke; zum Klassenerhalt fehlten aber drei Tore; der sofortige Wiederaufstieg wurde knapp verpasst. Rautiainen verließ den Verein und wechselte für eine Spielzeit in die Schweiz zum Aufsteiger FC Locarno, der nach nur Spielzeit wieder aus der Nationalliga A abstieg.
Im November 1987 kehrte Rautiainen nach Deutschland zurück und einigte sich mit dem Zweitligisten SG Wattenscheid 09 auf einen Vertrag. Mit dem Klub verpasste er den Aufstieg in die Bundesliga am Ende seiner ersten Spielzeit knapp. In der zweiten Spielzeit, in der die SG Wattenscheid zum Saisonende den sechsten Platz belegte, reichte es für Rautiainen nicht zu einem Stammplatz. In zwei Jahren absolvierte er 13 Ligaspiele.
1989 kehrte er nach Helsinki zurück und spielte noch bis Saisonende 1993 für seinen Stammverein, den HJK Helsinki. 1990 und 1992 gewann er mit dem Verein die Meisterschaft und 1993 den nationalen Vereinspokal.

### Nationalmannschaft
Für die finnische Nationalmannschaft bestritt er zwischen 1979 und 1987 29 Länderspiele. Sein Debüt gab er am 5. Februar 1979 in Bagdad bei der 0:1-Niederlage im Test-Länderspiel gegen die irakische Auswahl. Sein letztes Länderspiel absolvierte er am 9. September 1987 in Helsinki beim 3:0-Sieg im EM-Qualifikationsspiel gegen die Auswahl der tschechoslowakische Mannschaft.

## Trainerkarriere
Unmittelbar nach Abschluss seiner Spielerlaufbahn betätigte sich der 29-fache Nationalspieler als Trainer finnischer und estnischer Vereine. So war er anfangs als Trainer von PK-35 sehr erfolgreich und schaffte es mit dem Team binnen weniger Jahre von der finnischen Viertklassigkeit bis in die Veikkausliiga, der höchsten Spielklasse im finnischen Fußball. Danach war er beim FC Jokerit und beim FC KooTeePee als Trainer engagiert und wurde 2001 nach Estland bestellt, wo er 2002 Levadia Maardu ins Pokalfinale führte. Danach erneut kurzzeitig Trainer des FC Jokerit, kehrte er 2006 erneut nach Estland zurück, wo er bis 2008 Flora Tallinn betreute. Von 2008 bis Januar 2010 trainierte er den finnischen Erstligisten Turku PS, der im deutschsprachigen Raum auch als TPS Turku bekannt ist.

## Erfolge
- Finnischer Meister 1978, 1990, 1992 (mit HJK Helsinki)
- Finnischer Pokalsieger 1993 (mit HJK Helsinki)
- Deutscher Meister 1981 (mit dem FC Bayern München)

## Sonstiges
Eine Zeit lang war er als Experte und Co-Kommentator im finnischen Fernsehen während der Übertragung von Europapokalspielen zu sehen. Für den estnischen Kanal ETV war er auch als Kommentator zur Zeit der Weltmeisterschaft 2006 in Deutschland aktiv.